# Jugoslav Dobričanin
Jugoslav Dobričanin, en serbe cyrillique Југослав Добричанин (né le 9 mars 1956 à Dešiška, près de Kuršumlija) est un homme politique serbe. Il est le vice-président du Parti réformiste. Il s'est présenté à l'élection présidentielle serbe de 2008, où il a obtenu 11 894 voix, soit 0,29 % des suffrages.

## Biographie
Jugoslav Dobričanin est entré à l'Académie militaire de Belgrade en 1980. Il a également suivi des cours d'histoire à l'Université de Belgrade. De 1975 à 2006, il a travaillé au sein de l'armée yougoslave puis serbe, où il a notamment enseigné l'histoire militaire. Il a quitté l'armée avec le grade de colonel.
En mai 2007, il est entré au Parti réformiste, dont il est devenu le vice-président. À l'élection présidentielle serbe de 2008, il a soutenu un programme préconisant, entre autres, une plus grande décentralisation politique et économique de la Serbie ainsi qu'une politique familiale résolument nataliste.